# Игнатова, Светлана Викторовна
Светла́на Ви́кторовна Игна́това (род. 26 января 1947, Семипалатинск) — советский и российский тренер по плаванию, заслуженный тренер России.

## Биография
В детстве жила в Киргизской ССР, где окончила среднюю школу, и где с 12 лет занималась плаванием. Становилась неоднократным рекордсменом Киргизской ССР, бронзовым призёром спартакиады народов СССР. Получила спортивный разряд кандидат в мастера спорта.
Училась в Узбекском государственном институте физической культуры и спорта, который окончила в 1971 году. Ещё во время учёбы, на втором курсе института, Светлану Викторовну пригласили на тренерскую работу в военное училище, где она занималась подготовкой военнослужащих к чемпионату вооружённых сил СССР.
В 1967 году переехала в Куйбышев, где с 1968 года работала тренером-преподавателем в ДСО РСФСР «Труд». В 1968 году приняла предложение о работе тренером-преподавателем по плаванию в спортивной школе «АвтоВАЗа» в Тольятти. С 2011 года работала тренером отделения плавания и прыжков в воду в тольяттинской СШОР № 10 «Олимп».
Светлана Игнатова награждена почётным знаком «Лауреат всероссийского конкурса тренеров по плаванию», дипломами министерства спорта России, благодарственным письмом министерства спорта Самарской области. В 2016 году стала победителем областного конкурса на звание лучшего специалиста в области физической культуры и спорта Самарской области в номинации «Тренер года».

## Воспитанники
За годы работы Светлана Игнатова подготовила одного мастера спорта международного класса, 33 мастера спорта России и более 70 кандидатов в мастера спорта.
Наиболее высоких результатов достигли:
- Наталья Разумова — мастер спорта международного класса, серебряный призёр кубка мира по плаванию, бронзовый призёр чемпионата Европы по плаванию, серебряный призёр первенства Европы по плаванию, многократный победитель и призёр чемпионатов кубков и первенств России по плаванию.
- Людмила Мамонтова — мастер спорта, победитель первенства Европы по плаванию, победитель олимпийских дней молодежи Европы, многократный победитель и призёр чемпионатов и первенств России по плаванию.
- Софья Чичайкина — мастер спорта, член основного состава сборной команды России по плаванию, победитель и призёр первенства Европы по плаванию, многократный победитель и призёр чемпионатов Кубков и первенств России по плаванию, победитель и призёр VII летней спартакиады учащихся России 2015 года.